# Corte Suprema de Filipinas
La Corte Suprema de Filipinas (en filipino Kataás-taasang Hukuman ng Pilipinas) es el tribunal más alto de país. La corte está compuesta de 14 jueces asociados y un juez presidente. Este es el órgano más alto de la rama judicial del gobierno filipino, y conforme a la constitución filipina de 1987, la Corte Suprema tiene supervisión administrativa de todos los cortes en Filipinas y sus empleados.
La sede de la Corte Suprema está situada en Avenida Taft, Malate, Manila, al lado de la Hospital General de Filipinas.  El lote ocupado del edificio de la Corte Suprema fue anteriormente una parte del campus de la Universidad de Filipinas en Manila, donde el Hospital General es una parte.
- Datos: Q514212
- Multimedia: Supreme Court of the Philippines / Q514212